# Magnolia grandiflora
Magnolia grandiflora este o specie de plante din genul Magnolia, familia Magnoliaceae, descrisă de Carl von Linné. Conform Catalogue of Life specia Magnolia grandiflora nu are subspecii cunoscute.